# Кинеска медицинска хербологија и фармакологија
Кинеска медицинска хербологија и фармакологија објављена на енглеском језику (Chinese Medical Herbology and Pharmacology) је уџбеник о кинеској хербологији Џона и Тине Чен. Садржи описе и илустрације традиционалне употребе кинеског биља, а такође приказује и њихову употребу кроз историју.

## Опис
Кинеска медицинска хербологија и фармакологија интегрише савремено разумевање древне праксе кинеске биљне медицине са основним информацијама о безбедности у контексту у којем се употреба фармацеутских и традиционалних лекова све више интегрише у лечење болести.
На 1.266 страница препуних информација, овај текст нуди здравственим радницима, истраживачима, наставницима и студентима информације за целокупно учење и вежбање:
- 670 детаљних монографија о биљкама;
- 1.150 фотографија, класичних линијске цртеже и дијаграме хемијских структуре;
- историјски преказ академских, клиничких, истраживачких и регулаторних стручњака;
- традиционалну употребу, комбинацију, дозирања лекова,
- токсикологију,
- мере опреза и
- контраиндикације.